# Träumereien an französischen Kaminen
Träumereien an französischen Kaminen ist eine Märchensammlung des deutschen Chirurgen und Schriftstellers Richard von Volkmann (Pseudonym als Schriftsteller: Richard Leander; heute: Richard von Volkmann-Leander). Die Sammlung besteht aus 22 Kunstmärchen, die der Autor im Deutsch-Französischen Krieg 1870/71 während der Monate der Belagerung von Paris für seine Familie verfasst hatte. Mit der Feldpost gelangten die Märchen Stück für Stück nach Halle zu seiner Frau und seinen Kindern.
Als von Volkmann-Leander aus dem Krieg zurückkehrte, waren die einzeln niedergeschriebenen und nach Hause gesandten Geschichten zu einer kleinen Märchensammlung herangewachsen, die der Autor 1871 als Buch, gewidmet seiner Frau Anne, veröffentlichte. Aufgrund verwandtschaftlicher Beziehungen (sein Großvater mütterlicherseits war der Verleger Gottfried Christoph Härtel) erschien es im eigentlich auf Musikalien spezialisierten Verlag Breitkopf & Härtel, Leipzig. Während andere Schriften des Autors wie Trink- und Liebeslieder, Gelegenheitsgedichte oder Nachdichtungen in Vergessenheit geraten sind, werden die „Träumereien an französischen Kaminen“ bis heute verlegt und gelesen, und die Märchensammlung hat weit mehr als 300 Auflagen erfahren. 2008 veröffentlichte das Hörspiellabel Titania Medien ein gleichnamiges Hörbuch mit ungekürzten Lesungen aller zweiundzwanzig Märchen.

## Märchensammlung (Zusammenfassungen)
Die Märchen stehen in der Reihenfolge der 1. Auflage von 1871.

### Die künstliche Orgel
Ein begabter Orgelbauer baut viele Orgeln und entwirft schließlich eine künstliche (= kunstvolle) Orgel, die von selbst zu spielen anfängt, wenn ein Brautpaar die Kirche betritt, an dem Gott Gefallen hat. Als der Orgelbauer schließlich mit seiner eigenen Braut die Kirche betritt, ist sein Herz voller Stolz und Ehrgeiz, so dass die Orgel stumm bleibt. In seiner Verblendung denkt er, dass seine Braut schuld daran ist, verlässt sie und zieht weit weg. Nach Jahren bereut er sein Verhalten und sehnt sich zurück nach seiner Heimat und seiner Frau. Als er jedoch heimkehrt, ist seine Frau, die bei allen Leuten wegen ihrer guten Taten beliebt war, gerade verstorben. Voller Schmerz schließt sich der Mann dem Trauerzug an, trägt sogar den Sarg, und als er die Kirche betritt, beginnt die Orgel ein letztes Mal mit voller Kraft zu spielen. Der Orgelbauer fällt zu Boden und stirbt, und man begräbt ihn bei seiner Frau.

### Goldtöchterchen
Goldtöchterchen wohnt mit ihren Eltern zusammen in einem Haus am Wald. An einem sonnigen Sommermorgen geht das Mädchen im Nachthemd auf eigene Faust spazieren, ohne ihren Eltern Bescheid zu sagen. Goldtöchterchen hört nicht auf die Mahnung der Haselnussbüsche am Waldesrand und läuft immer weiter. Am Teich spricht es mit der Ente, die es auf einem Wasserrosenblatt über den Teich ans andere Ufer zieht. Dort trifft das Kind auf einer Wiese den Storch, der gerade einen Frosch verspeist. Da Goldtöchterchen auch hungrig ist, zaubert der Storch ihm einen goldenen Becher mit Milch und eine Zuckertüte herbei. Nach dem Essen spielt Goldtöchterchen bis zum Abend fangen mit einem Schmetterling. Als es dämmert und alle Blumen müde sind und einschlafen wollen, legt auch Goldtöchterchen sich ins Gras und schläft ein.
Zu Hause suchen die besorgten Eltern das Kind den ganzen Tag im Haus und auch draußen in der Umgebung, sogar in der Stadt. Als es dunkel ist, kommt einer der zwölf Engel, die jeden Abend über die Welt hinwegfliegen, um nach Kindern zu suchen, die sich vielleicht verlaufen haben. Er findet Goldtöchterchen und legt es, ohne es zu wecken, behutsam ins Haus unter die Treppe. Als die Mutter noch einmal in alle Ecken und Winkel des Hauses schaut, entdeckt sie überglücklich das schlafende Kind.

### Vom unsichtbaren Königreiche
Abseits vom Dorf wohnt ein junger Bauer namens Jörg mit seinem alten Vater. Nach getaner Arbeit sitzt Jörg jeden Abend auf einem alten zerbrochenen Mühlstein, genießt die Aussicht auf das Tal und träumt. Die gewöhnlichen Leute im Dorf verspotten ihn als Traumjörge, doch das kümmert ihn nicht. Je älter Jörg wird, desto stiller wird er; nach dem Tod des alten Vaters verstummt er ganz. Als er eines Tages wieder auf dem alten Mühlsteine sitzt und den wundersamen Weisen der Natur lauscht, schläft er ein. Im Traum erscheint ihm eine am Firmament schaukelnde Prinzessin, die ihm Rosen zuwirft, welche er am nächsten Morgen neben sich auf dem Stein entdeckt. Traum und Blumengeschenk kehren immer wieder, bis Jörg sich schließlich im Wachzustand auf die Suche nach der Prinzessin begibt. Er wandert eine weite Strecke, entdeckt ein Land, wo sich Wolken und Erde treffen, und rettet in einem Wald einen ehrwürdigen Greis vor zwei Kerlen, indem er eine Traumwaffe beschwört. Der Greis entpuppt sich als König der Träume, der sich im Reich seines größten Feindes, des Königs der Wirklichkeit, verirrt hat. Die nackten Kerle seien dessen Handlanger.
Der König der Träume führt Jörg in sein unterirdisches Reich, in welchem die Träume in Schlössern auf schwimmenden Inseln leben. Darunter sind die Traumkobolde, die verschiedenen Schabernack mit Schlafenden treiben; und die Monster, die böse Menschen in Albträumen heimsuchen; sowie eine gütige Frau, die jede Nacht ein schlafendes krankes Kind besucht. Die Prinzessin, fast der schönste Traum von allen, begrüßt Jörg freudig als sie sich wiedertreffen. Der König gestattet endlich, dass Jörg sie als Sterbliche mit hinauf auf die Erde nimmt, und gibt ihnen auch ein unsichtbares Königreich als Mitgift bei. Als Jörg die Falltür in die Unterwelt hinter sich schließt, verliert er das Bewusstsein und wacht auf dem Mühlstein wieder auf – die schöne Prinzessin neben ihm. Das unsichtbare Königreich ist ein feines Tuch mit Landkarte, welches sich im Traume prachtvoll entfaltet; und Jörgs Haus verwandelt sich in ein Schloss, in welchem das Königspaar nun lebt und viele Prinzen und Prinzessinnen bekommt.
Die ignorante Dorfbevölkerung nimmt hingegen weder Schloss noch Königreich wahr und findet auch an der ärmlich gekleideten, schmächtigen Frau des Traumjörge nichts Besonderes.

### Wie der Teufel ins Weihwasser fiel
Einem armen Teufel, der im Kölner Dom nach einem sündigen Menschen sucht, geschieht ein Missgeschick: Er fällt ins Weihwasserbecken. Da in Köln eisiger Winter ist und sein Rock ganz durchnässt ist, wärmt sich der Teufel im Mohrenland auf, wo er zudem einige Massaker beobachten kann. Als er dann zurück in die Hölle kommt, ist des Teufels Großmutter erzürnt darüber, dass sich der Teufel wieder in einer Kirche herumgetrieben hat, und rügt den armen Teufel. In einer Verkehrung menschlicher Bräuche muss die Großmutter den Rock des Teufels nun im Höllenschlamm „reinigen“ und den Kirchengeruch mit Tierhaaren, Ruß und Feuerrauch überdecken.

### Der verrostete Ritter
Ein reicher Ritter lebte in Saus und Braus, war aber stolz und hart gegenüber den Armen. Deshalb ließ ihn Gott auf der linken Seite an Armen und Beinen verrosten, das Gesicht aber blieb frei. Darauf verdeckte der Ritter seine rostige Seite, ging in sich und versuchte, sich zu ändern. Er entließ seine alten Freunde und Zechgenossen und heiratete eine fromme Frau. In der Hochzeitsnacht sah die Frau die linke Hand des Mannes, sagte aber nichts, sondern bat am nächsten Morgen den alten, frommen Eremiten im Wald um Rat. Der Eremit sagte, die Frau könne ihren Mann erlösen, wenn sie in Lumpen wie ein armes Bettelweib lebe und hundert Goldgulden erbetteln würde. Die Ritterfrau sagte, sie wolle dies tun, und führte fortan ein hartes Bettelleben in schmutzigen Kleidern. Nach einem Dreivierteljahr, als sie den ersten Gulden erspart hatte, gebar sie einen wunderschönen Sohn, den sie „Docherlöst“ nannte. Sie riss unten von ihrem Rock einen Streifen ab, wickelte ihren Sohn darin und bettelte weiter.
Als der Ritter merkte, dass seine Frau ihn verlassen hatte, wurde er sehr traurig. Er ging zu dem Eremiten, um zu hören, ob die Frau bei ihm gewesen sei. Der Eremit merkte, dass das Herz des Ritters noch nicht verrostet war, und so riet er ihm, von nun an Gutes zu tun und in alle Kirchen zu gehen. Dann werde er seine Frau wieder finden. So zog auch der Ritter hinaus, um seine Frau zu suchen, und nach fast einem Jahr gelangte er in die Stadt, in der seine Frau vor der Kirche bettelte. Die Frau erkannte den Ritter sogleich, als dieser sich der Stadt näherte. Sie verbarg aber ihr Gesicht, da sie erst zwei Gulden erbettelt hatte. Als der Ritter an ihr vorbei schritt und sie und das schöne Kind sah, hatte er Mitleid und gab ihr seine ganze Geldtasche mit allem Gold, was er noch hatte.
Da fiel der Frau der Mantel vom Kopf herunter, und der Ritter sah, dass es seine eigene Frau war. Der Ritter umarmte sie, und als er erfuhr, dass das Kind sein Sohn sei, umarmte er auch ihn. Die Frau führte ihren Mann in die Kirche und legte das Geld auf das Kirchbecken, und als der Ritter aus der Kirche trat, war der Fluch aufgehoben und der Rost verschwunden.

### Von der Königin, die keine Pfeffernüsse backen, und dem König, der kein Brummeisen spielen konnte
Der König von Makronien, der sich schon seit einiger Zeit in seinen besten Jahren befindet, jedoch auch feststellt, dass seine Socken löchrig werden, beschließt, sich zur Abhilfe eine Frau zu nehmen. Diese soll schön und klug sein, vor allem aber muss sie das Leibgericht des Königs backen können: Pfeffernüsse. So macht sich der König in Begleitung seines kriecherischen Ministers auf in die Königreiche, die Prinzessinnen zu vergeben haben. Aber es finden sich nur drei Prinzessinnen, die gleichzeitig so schön und klug sind, dass sie dem König gefallen, und von diesen kann keine Pfeffernüsse backen. Die erste kann zwar keine Pfeffernüsse backen, aber hübsche kleine Mandelkuchen. Die zweite nennt den König albern, denn eine Prinzessin, welche Pfeffernüsse backen kann, gibt es nicht. Die dritte Prinzessin lässt ihn gar nicht bis zu seiner Frage kommen, sondern fragt selbst, ob er denn das Brummeisen zu spielen versteht? Er gefällt ihr sonst ganz gut; aber sie hat sich vorgenommen, keinen Mann zu nehmen, der das Brummeisen nicht spielen kann. Da fährt der König mit dem Minister niedergeschlagen wieder nach Hause.
Nach längerer Zeit lässt er den Minister noch einmal zu sich kommen und bittet darum, die Kandidatinnen erneut anzufragen, auch wenn sie keine Pfeffernüsse backen können. Die erste Prinzessin hat allerdings bereits den König aus dem Lande geheiratet, wo die Kapern wachsen. Die zweite Prinzessin ist verstorben. Besonders ängstlich wartet der König nun auf die Absage der dritten Prinzessin, doch diese hat mittlerweile eingesehen dass sich ihr „Jugendtraum“ nicht erfüllen ließe. So wird Hochzeit gefeiert, dass die Leute vierzehn Tage von nichts anderem sprechen. Der König und die junge Königin aber leben glücklich, er hat die Pfeffernüsse und die Königin das Brummeisen ganz vergessen. Eines Tages jedoch steht der König mit dem falschen Bein zuerst auf, und alles geht verkehrt. Es regnet den ganzen Tag und der Reichsapfel fällt hin. Da geschieht es, dass das Ehepaar sich zum ersten Mal zankt und sich gegenseitig die Unzulänglichkeiten vorwirft. Beide bereuen sogleich ihre Worte, aber erst am Abend verzeihen sie einander. Und von da an werden zwei Worte im Königreich verboten: Brummeisen und Pfeffernüsse.

### Der Wunschring
Ein junger Bauer, der zwar hart arbeitet, aber wenig mit seinem Hof verdient, wird auf dem Feld von einer Hexe angesprochen: er solle zwei Tage geradeaus gehen, bis er an eine Tanne komme, die frei im Wald steht. Diese solle er fällen, dann würde er sein Glück machen. Sogleich nimmt der Bauer sein Beil und macht sich auf den Weg. Nach zwei Tagen findet er die Tanne und fällt sie. Als der Baum umstürzt, fällt ein Nest mit zwei Eiern heraus. Die Eier zerbrechen, und aus dem einen kommt ein junger Adler heraus und aus dem anderen fällt ein kleiner goldener Ring. Der Adler, nun von seinem Fluch befreit, schenkt dem Bauern jenen Ring mit dem Hinweis, dass es ein Wunschring mit genau einem freien Wunsch sei.
Der Bauer begibt sich auf den Heimweg, erkundigt sich aber des Abends in einer Stadt nach dem Sachwert des Rings, der von einem Goldschmied aber als wertlos betrachtet wird. Auf das Prahlen des Bauern hin lädt der hinterhältige Goldschmied den Kunden über die Nacht ein und tauscht den Wunschring gegen ein gewöhnliches, wertloses Stück aus. Nachdem der Bauer am nächsten Tag weitergezogen ist, wünscht sich der Goldschmied hunderttausend Taler und wird von dem sofort einsetzenden Münzregen erschlagen.
Der Bauer kehrt nun heim und zeigt den Wunschring seiner Frau. Das Paar kann sich nicht recht entscheiden, und die verschiedenen, bescheidenen Vorschläge der Frau, was man sich wünschen könne, werden vom Bauern stets beiseitegeschoben: Einmal ausgesprochen sei der Wunsch verloren, den zusätzlichen Acker, die Kuh und das Pferd könne man sich auch mit harter Arbeit verdienen. Genauso kommt es auch: Dank guter Ernten und harter Arbeit erfüllen sich die Bauersleute einen Wunsch nach dem anderen aus eigener Kraft, werden glücklich, angesehen und wohlhabend in dem Wissen, dass sie den Wunsch immer noch frei haben. Als sie nach vielen Jahrzehnten einen natürlichen Tod sterben, wissen ihre Kinder und Enkel bloß, dass der äußerlich wertlose Ring stets ein gehüteter Schatz der Eltern gewesen ist, und sie geben den Ring als Grabbeigabe mit.

### Die drei Schwestern mit den gläsernen Herzen
Ein Königspaar hat drei Töchter, und alle drei haben gläserne, sehr zerbrechliche Herzen: Fein klingend, aber sehr fragil. Trotz aller Achtsamkeit zerbricht das Herz der Ältesten, als sie sich vor Freude über ihren Garten daran fasst. Das Herz der zweiten Prinzessin bekommt einen Sprung, als diese zu heißen Kaffee trinkt, doch sie nimmt das hin und hofft noch auf ein langes Leben. Die jüngste Prinzessin hingegen wird nun ganz besonders gehütet, und die Freier müssen nicht nur von königlichem Geblüt sein, sondern zugleich Glaser. Entsprechend werden jahrelang alle Bewerber vom König abgelehnt.
Ein junger, geschickter Edelknappe am Königshof verliebt sich in die jüngste Prinzessin, und auch sie findet Gefallen an ihm, als er ihre Schleppe trägt. Nachdem seine höfische Ausbildung zum Edelmann nach drei Jahren abgeschlossen ist, begibt sich der Jüngling bei einem Meister der Glaserei vier Jahre in die Lehre, und erlernt mühsam auch dieses Handwerk.
Anschließend überlegt er, wie er nun auch König werden könne, als er erfährt, dass sich die Bedingungen für die Brautschau geändert haben: Gesucht wird nur noch ein Glaser, doch dieser muss zugleich „Samtpatschen“ haben. Der Edelmann und Glaser stellt sich also erneut bei Hofe vor, und die Prinzessin erinnert sich seiner feinen Hände und willigt freudig ein. Wohlbehütet durch den Edelmann hält das Herz der jüngsten Prinzessin ihr Leben lang. Die zweite Prinzessin mit dem Sprung im Herzen wird ebenfalls steinalt und entpuppt sich als hervorragende Tante und Erzieherin für die Kinder ihrer jüngeren Schwester.

### Eine Kindergeschichte
Auf dem hochgelegenen Kirchhof eines Bergdorfes spielen die zwei kleinen Kinder Trinchen und Hans. Da den Bergleuten das Totengedenken wichtig ist, dürfen sie nur auf einem einzigen Grab herumtollen: das grasbewucherte, verlassene Grab eines alten namenlosen Hagestolzes in der Ecke des Kirchhofs, der einst aus der Fremde gekommen war und auf dem Berg verstarb. Die Kinder spielen Vater und Mutter, wobei Hans nach dem „Bau“ eines Spielhauses zu voreilig dem Trinchen Kinder andichtet. Diese findet aber rasch genug Kinder für eine Familie, in Form von sieben lebenden Schnecken. Ganz im Rollenspiel versunken bringen sie die Kinder zu Bett, und Mutter Trinchen singt ein rührendes Schlaflied, während Vater Hans arbeiten muss. Nachdem sich keine Schnecke mehr in den Löchern rührt, sucht Trinchen weiter und „kriegt“ noch hundert weitere Kinder, während sich Hans darüber sorgt, wie man diese Kinder alle taufen und ernähren soll. Zur Vesperstunde kommt schließlich die Frau des Totengräbers und bringt ihren spielenden Kindern ein Essen.
Der alte Hagestolz in seinem einsamen Grabe hat das fröhliche Kinderspiel wahrgenommen, denn die Toten hören alles sehr genau, was man an ihrem Grabe spricht. Er wird immer trauriger je mehr er von ihnen hört. Auch in seiner Kindheit hatte er mit einem Mädchen Elternspiele gespielt, doch sie hatten im Erwachsenenalter entfremdet und dann nie wieder voneinander gehört. Über sein restliches Leben ohne das Mädchen vergießt der alte Hagestolz bittere Tränen. Als aber der Totengräber am nächsten Morgen durch den Kirchhof geht, da war aus dem alten verlassenen Grabe eine Quelle entsprungen. Da freute sich der Totengräber, denn nun brauchte er das Wasser zum Begießen der Blumen nicht mehr aus dem Dorfe den steilen Weg hinaufzutragen. Er machte für die Quelle eine ordentliche Leitung und fasste sie mit großen Steinen ein. Auf dem Grab des alten Hagestolz wuchsen aber die wilden Bergblumen üppiger wie an jedem anderen Orte, und die beiden Kinder spielten oft fröhlich um der Quelle herum.

### Sepp auf der Freite
Eine alte Bauersfrau, die seit fünf Jahren gichtbrüchig im Bett liegt, will, dass ihr Sohn Sepp endlich heiratet. Und da an dem Tag Kirchweih ist, sollte er abends zum Tanz gehen und sich ein Mädchen aus dem Dorf aussuchen. Der Sohn aber sagt, ihm gefielen alle Mädchen im Dorf gleich gut, und er wüsste nicht, welche er wählen sollte. Da rät ihm die Mutter, tagsüber ins Dorf zu gehen, sich die Mädchen anzusehen, von denen er glaubt, dass sie für ihn passten. Er sollte sich merken, was diese so täten, und es ihr dann erzählen.
Als Sepp zurückkehrt, berichtet er, dass die Ursel aus der Kirche gekommen wäre, mit einem schönen Kleid an und neuen Ohrringen. Die Mutter sagt, sie wäre nichts für ihn, denn wenn sie oft in die Kirche ginge, würde sie den lieben Gott bald vergessen, wie der Müller, der die Mühle auch nicht mehr klappern hört. Sepp ist auch bei Käthe gewesen. Sie hätte in der Küche gestanden und an allen Töpfen und Tellern gerückt. Die Töpfe waren schwarz, ihre Finger aber weiß. Hier weiß Sepps Mutter, dass das Mädchen nur leichte Arbeiten verrichten wolle und die harten vernachlässige. Auch sie wird darum von der Mutter verworfen; ebenso wie die Bärbel, die verschiedene Blumenkränze geflochten hat. Der Mutter ist klar, dass aus der idealistischen Schöntuerin eine Zänkerin würde. Auch Grete, die an der Straße armen Leuten Essen ausgeteilt hat, wird von der alten Mutter gerügt, da sie ihre guten Taten wohl öffentlich zur Schau stelle und damit womöglich schlechte überdecken wolle. Zuletzt kommt Sepp auf Anne zu sprechen, aber die habe gar rein nichts berichtenswertes getan. Darauf rät die Mutter, ohne Sorgen die Anne zu freien: Auch als Ehefrau würde sie nichts tun, worüber die Burschen erzählen würden. Der Sepp nimmt die Anne, wird überglücklich mit ihr und dankt noch häufig der Mutter für ihren Rat.

### Heino im Sumpf
Der Königssohn Heino liebt Blauäuglein, eine Frau aus dem Volke, die in einem Haus versteckt hinter dem Wald wohnt. König und Königin wollen ihren Sohn mit der Tochter eines mächtigen Königs verheiraten und so suchen sie, die beiden zu trennen. Ein Attentat durch zwei königliche Jäger auf Blauäuglein schlägt dank einer Warnung von Blauäugleins Botentaube fehl, und Heino bricht mit den Eltern. Da lässt die Königin ein Kraut am Wegesrand pflanzen, das giftig ist und eine schöne rote Blüte treibt. Der Königssohn bricht die verzauberte Blüte ab, muss seine Liebste vergessen, und kehrt heim ins Schloss. Der König schickt den Sohn nun für zwei Jahre auf Kavaliersreise.
Blauäuglein merkt rasch, dass ihr geliebter Prinz nicht wiederkehrt und sendet ihre Botentaube aus, welche ihr täglich einen Bericht über Heinos Treiben überbringt, stets mit dem Zusatz dass er sich ihrer nicht erinnern kann. Eines Abends kehrt die Taube jedoch mit Nachricht wieder, dass Heino im Irrwischsumpf versunken sei und verhext im Arm der Irrwischkönigin liege. Nun macht sich Blauäuglein auf die Wanderung zum Sumpf, erreicht trotz Anfechtungen das Schloss der Irrwischkönigin und erkennt Heino in einem der Irrwische. Das Nebelbild ist vorerst gebrochen, und beide erkennen die böse Realität: Sie stecken tief im Sumpf fest. Mühsam erreichen sie doch wieder den Rand des Sumpfes, doch die Irrwischkönigin hat nicht aufgegeben und in einem weiteren Kampf muss Blauäuglein Heinos Hand abschlagen, um den geschwächten Prinzen zu retten.
Wieder zurück am Hof des alten Königs erkennt dieser endlich Blauäuglein als Schwiegertochter an, und bei der Märchenhochzeit wird auch Heinos Hand durch ein Wunder geheilt.

### Pechvogel und Glückskind
Ein Waisenjunge, der von seiner prügelnden Tante aufgezogen wird, hat über diese schwere Kindheit hinaus auch noch ständig Pech. Nach dem Tod der Tante zieht der junge Mann in die Welt hinaus, doch geprägt von schlechten Erfahrungen und seinem Namen, isoliert sich Pechvogel selbst von anderer Gesellschaft und bleibt unglücklich. Nachdem er mehrere Wochen lang gewandert ist, kommt er eines Tages an den wundervollen Garten von Prinzessin Glückskind, die eine gute Fee als Taufpatin hatte und ein fröhliches und harmonisches Leben mit sanften Rehen, Goldfischen und lachenden Gespielinnen führt. Die jungen Leute tauschen sich aus, und Glückskind gibt Pechvogel Ratschläge zum Glücklichsein, sowie einen Kuss, in der Hoffnung, dass sie der arme Bursche dadurch an ihrem Segen teilhat. Tatsächlich muntert sich Pechvogels Gemüt auf und er zieht fröhlich in die nächste Stadt, beschafft sich neue Kleider und beschließt auch seinen Namen ändern zu lassen.
Glückskind überkommt indes eine unerklärliche Traurigkeit, und als der König von ihrer Begegnung erfährt, verlangt er zornig den Kopf Pechvogels. Seine Schergen können den nunmehr gut gekleideten, fröhlichen Pechvogel aber nicht als den Gesuchten erkennen. Zeit geht ins Land und die Prinzessin bleibt verweint, doch endlich kann Pechvogel gefasst werden, da er unbekümmert seine Glücksgeschichte herumerzählt hat. Auch als Gefangener vergeht ihm die gute Laune nicht, und der König bekommt Zweifel daran, ob die Enthauptung des Verbrechers seinem Glückskind wieder zur Freude verhelfen wird. Der Geheimrat des Königs weiß Abhilfe: Pechvogel müsse Glückskind vor der Hinrichtung nur den Kuss wiedergeben, und da dies nicht standesgemäß sei, könne ein Staatsakt der Tat die nötige Würde verleihen.
Pechvogels Kuss während des feierlichen Hofzeremoniells bringt Glückskind zwar etwas Freude, doch sie ahnt, dass dies nur von kurzer Dauer sein kann, während Pechvogel weiterhin freudig strahlt. Notgedrungen willigt der König in den Wunsch seiner Tochter ein, Pechvogel als Kronprinzen zu adoptieren, um für ein dauerhaftes Glück seiner Tochter zu sorgen. So wird Pechvogel später denn auch König. Glückskind, nunmehr glücklicher als je zuvor, gibt ihm jeden Tag einen neuen wunderschönen Namen.

### Die Alte-Weiber-Mühle
Bei Apolda in Thüringen liegt die Alte-Weiber-Mühle, die ungefähr aussieht wie eine große Kaffeemühle, mit dem Unterschied, dass von unten gedreht wird, von zwei Knechten an langen Balken. Oben werden die alten Weiber hineingetan, faltig und bucklig, ohne Haare und Zähne, und unten kommen sie jung wieder heraus: schmuck und rotbackig wie die Borstäpfel. Die Verjüngungsprozedur wird von den Verjüngten als durchaus erfrischend gepriesen.
Sehr weit von Apolda wohnt die alte Mutter Klapprothen, die sich auf die lange Reise macht, um sich die Jugend wiederzuholen. Als sie endlich ankommt, beendet einer der faulenzenden Knechte der Mühle seine Pause und schlägt ihren Namen in einem großen Buch nach. Dann händigt er der Mutter eine Liste mit allen Torheiten ihres Lebens aus. Wenn sie verjüngt werden wolle, dann müsse sie sich verpflichten, in der neugewonnenen Jugend alle Torheiten in derselben Reihenfolge erneut zu begehen. Das alte Mütterchen besieht sich die lange Liste und erkundigt sich, wie strikt die Vorgaben seien, doch der Knecht bekräftigt, dass die Liste genau befolgt werden müsse, und keine Dummheit ausgelassen werden dürfe. Der Umstand bewirke auch, dass es kaum Interessierte an der Wunderkur gebe. Die alte Mutter Klapprothen kehrt unverrichteter Dinge zurück und gibt den erstaunten Nachfragen aus dem Bekanntenkreis recht kryptische Antworten: Die Mühle gebe es wohl, aber sie habe Angst gehabt, und ihr liege an dem Leben, das sie gehabt habe.

### Das Klapperstorch-Märchen
Anders als die kurzbeinigen Teckel (die ihre Beine abgelaufen haben), sind Störche langbeinig. Dies hängt – so diese Geschichte – mit der Tätigkeit als Kinderbote zusammen. Drei Tage bevor der Storch das Kind aus dem Teich fischt und bei den Eltern vorbeibringt, klopft er mit seinem Schnabel an das Fenster der Leute, welche es bekommen sollen. Wenn er es jedoch vergisst, so herrscht in der Familie große Not, weil nichts vorbereitet ist.
So auch bei zwei armen Leuten, die beruflich außer Haus sind, als der Storch mit einem kleinen Jungen im Schnabel auftaucht. Die Nachbarn geben den Eltern zwar Bescheid, doch der Storch muss lange warten und ist entsprechend arg verstimmt. In der folgenden Zeit wächst der unerwartete Säugling rasch zu einem entzückenden Kind heran, und die Eltern sinnen darauf, wie sie dem Storch danken können. Da der Storch bereits alles hat, erfinden sie ihm rote Stelzen, farblich passend zum Schnabel. Der Storch nimmt dieses unerwartete Geschenk hocherfreut an, da es ihm das Fröschefangen und Kinderfischen sehr erleichtert. Vier Wochen später revanchiert er sich mit einem reizenden Töchterchen für die beiden armen Leute.
Ein reicher garstiger Bauer, der auch eine Tochter wünscht, bestellt daraufhin ebenfalls ein Paar Stelzen beim Tischler, die prächtig und kunterbunt ausfallen. Diese Stelzen lehnt der Storch aber verärgert ab und verweigert dem reichen Bauern ein weiteres Kind: Mit den einfachen roten Stelzen, von denen er zumeist ohnehin nur eine benutzt, ist er ganz zufrieden.

### Wie sich der Christoph und das Bärbel immer aneinander vorbeigewünscht haben
Christoph und Bärbel gehören als Viehhirten beide demselben Stand an, doch die Herrschaft verweigert ihnen die Heirat, sodass sie nur Brautleute bleiben (gemeint ist wohl eine Verlobung) und sich aber immerhin jeden Tag vierzehnmal küssen: die erste Hälfte morgens, die andere Abends. Eines Tags aber kommt es bei diesem Ritual zu einem Kampf zwischen seinem Lieblingsferkel und ihrer Lieblingsgans, sodass sie sie trennen und das Küssen abbrechen müssen. Den Tag über müssen sie getrennt verbringen: Christoph bei den Schweinen, Bärbel bei den Gänsen. Beide sind so verzweifelt ob der Tatsache, dass sie sich am Morgen nur sechsmal geküsst haben, dass sie bitterlich weinen.
Der liebe Gott und seiner Erzengel Gabriel sehen das Drama und Gott beschließt, ihnen für diesen Tag jeden Wunsch zu erfüllen. Doch weil beide gleichzeitig wünschen, an der Stelle des jeweils anderen zu sein, kommen sie den ganzen Tag lang nicht zusammen und ihr Unglück hält an. Am Abend haben sich beide todmüde gewünscht und können die furchtbare Unordnung ihres Tagesverlaufs auch durch irgendwelche Abendküsse nicht mehr gutmachen. Gott beschließt daraufhin, Verliebten nie wieder Wünsche zu erfüllen, was der Autor des Märchens an eigenem Leib erfahren haben will, und der Erzengel Gabriel habe ihm diese Geschichte als Grund genannt.

### Die Traumbuche
Die Traumbuche – mittlerweile schon seit über 100 Jahren vom Blitz getroffen und längst untergepflügt – war ein mächtiger Baum, unter dem vor langer Zeit ein Apostel von Heiden erschlagen wurde. Seither erfüllte sie der Legende nach alle Träume von denjenigen, die nicht von dieser Wunderkraft wussten und darum nicht auf die Erfüllung ihres Traumes hofften – entsprechend selten trat dieser Fall ein.
Eines Tages legt sich ein wandernder Handwerksbursche unter den Baum und träumt von einer Heimstatt, wo er mit seiner Frau und zwei Kindern am Tisch sitzt. Ein Schäfer, der ihn beim Schlaf beobachtet hat, klärt den Gesellen über die Kraft der Buche auf, doch der Bursche tut das Märchen ab. Im Dorf nahebei kehrt der Bursche beim gutgelaunten Kronenwirt ein, der ihm eine freie Zeche gewährt: Im Beisein der Wirtstochter erzählt der Wanderbursche von der Fremde, lässt sich den örtlichen Tratsch berichten und erzählt auch von seinem Traum, wobei er in einem Anflug von Schalk die Frau im Traum mit der Wirtstochter gleichsetzt. Endlich geht er im Stall schlafen, während die legendengläubige Wirtstochter des Nacht von ihm träumt und am nächsten Morgen beschließt, ihn gemäß der Vorhersage an sich zu binden. Sie gibt ihm Aufgaben, mit denen er sich günstig weitere Mahlzeiten und einen Schlafplatz verdienen kann. Es entsteht eine Liebschaft, und nach einem Jahr wird Hochzeit gehalten. Als der alte Kronenwirt zufrieden stirbt und der Bursche sein Nachfolger wird, geht alles im Traum in Erfüllung, die zwei Kinder eingeschlossen.
Als eines Tags das Gespräch auf die Traumbuche kommt, lacht der Wirt die Frau aus: Sie sei sonst klug genug, nicht an Geschichten zu glauben. Als diese ihn auf seine eigene Geschichte hinweist, klärt er sie auf, dass er damals gescherzt hatte und das die Traumfrau bei weitem nicht so schön gewesen sei wie sie. Diese Bemerkung sorgt für eine andauernde Ehekrise, denn nun weiß die Wirtsfrau dass ihr Mann die Ehe erschwindelt hat. Der Wirt glaubt die Liebe seiner Frau bald für verloren. Nach Tagen schlafloser Nächte legt er sich unter die einladende Buche und träumt denselben Traum wie fünf Jahre zuvor: er in der Stube, mit seiner liebenden Frau und den spielenden Kindern.
Heimgekehrt, konfrontiert er seine abweisende Frau mit ihrem Aberglauben: Sein Traum sei nicht wahr geworden, denn darin sei sie ihm gut gewesen. Folglich könne der Baum die Zukunft nicht sehen. Da vergibt ihm die Wirtsfrau mit strahlender Miene und nach der Versöhnung wird die Traumbuche nicht mehr zwischen den beiden erwähnt.

### Das kleine bucklige Mädchen
Eine arme Frau mit einer einzigen Tochter, die in einer düsteren Gasse der Stadt wohnt, führt ihr Kind häufig draußen vor der Stadt aus. Das bucklige, gebrechliche Mädchen merkt zwar, dass es anders ist als die anderen Kinder und dass die Leute tuscheln, doch die Mutter führt das Gerede immer auf das hübsche Kleider ihrer Tochter zurück. Sie umsorgt ihre behinderte Tochter und bemerkt häufig, wie engelsgut ihr Mädchen ist.
Die Mutter stirbt eines Tages, und niemand geht mehr mit dem Mädchen in den Sonnenschein, nach dem es sich sehnt. Nach einem Jahr Trauerfrist heiratet der Vater eine jüngere und reichere Frau, die zwar noch häufiger ausgeht als die leibliche Mutter, und auch mit prächtigen Kleidern. Doch das bucklige Mädchen wird niemals mitgenommen, stattdessen weist die Stiefmutter es erstmals auf ihre Entstellung hin. Arg vernachlässigt kann das Mädchen irgendwann nicht mehr auf der Fensterbank sitzen, schließlich auch das Bett nicht mehr verlassen, und stirbt. Die Stiefmutter tröstet den Vater, es sei ja auch besser so.
Das Mädchen selbst hatte in seiner letzten Nacht auf Erden aber einen Traum von seiner früheren Mutter im Himmel; und nach der Beerdigung senkt sich ein Engel auf das Grab des buckligen Mädchens und holt es aus dem Grab. Berührt durch den Engel, fällt der garstige Buckel von dem Rücken ab, und das Kind spannt die weißen Engelsflügel auf und fliegt hoch in die Arme der guten Mutter, die einen Ehrenplatz im Himmel innehält.

### Der kleine Vogel
Ein Mann und eine Frau wohnen glücklich in einem hübschen kleinen Haus mit Garten. Eines Tags findet der kurzsichtige Mann einen kleinen Vogel, der wohl aus dem Nest gefallen ist. Zum Ärger seiner Frau besteht er darauf, dass der kleine Vogel eine junge Nachtigall sein müsse, und er freut sich bereits sehr auf die künftigen Gesänge, wenn der Vogel großgezogen ist. Somit setzt er den Vogel in einen Käfig und will ihn mit Ameiseneiern großziehen. Die Frau hat aber sehr wohl bemerkt, dass es sich bei dem Vögelchen um einen gewöhnlichen Spatz handelt, doch ihr Mann will davon nichts hören, sondern verteidigt seinen Irrtum umso heftiger, je mehr sie ihn kritisiert. Zwei Wochen lang sorgt der Vogel für böses Blut zwischen den grummelnden Eheleuten: Jedes Tschirpen des Spatzen kommt der Frau wie ein Ungemach vor, und sie weint auch gelegentlich. Als sie einen Moment allein ist, setzt sie den Spatzen vor das Fenster und lügt dann ihren Mann an, dass die Katze ihn gefressen habe. Dieser ist erzürnt, dass sie die Nachtigall fortgelassen habe, und der Ehestreit verfestigt sich.
Die Frau sieht ein, dass sie falsch gehandelt hat, und macht sich auf, dass Vögelchen wieder einzufangen, da es noch nicht flügge ist. Bei der Jagd nach dem Spatzen richtet sie einiges Chaos im Garten an, kann ihn ihrem Mann aber wiederbringen. Dieser besieht sich den Vogel und sieht nun endlich ein, dass es die ganze Zeit ein gewöhnlicher dummer Spatz war, der nur für Unfrieden gesorgt hat – doch nun ist es die Frau, die das Vögelchen aufziehen will, bis es fliegen kann. Die Moral der Geschichte ist, dass man nicht auf Irrtümer hinweisen solle, denn jeder müsse seinen Irrtum selbst bemerken und wird bloß störrisch, wenn es ein anderer tut.

### Die himmlische Musik
Im goldenen Zeitalter spielten die Engel noch mit den Bauernkindern auf den Sandhaufen, und die Tore des Himmels standen weit offen, sodass Menschen und Selige einander beobachten und grüßen konnten. Die himmlischen Chöre spielten regelmäßig die von Gott eigenhändig komponierte Musik, was jeder Mensch auf der Erde genoss. Eines Tages straft Gott die Menschen, schließt die himmlischen Pforten und heißt die Engel, keine Musik für die Erde mehr zu spielen. Die Engel zerstückeln daraufhin ihre Noten und werfen sie auf die Erde, wo der Wind sie verteilt. Die Menschenkinder erhaschen die Noten und beginnen rasch, sich zu streiten, welches das schönste Stück Musik sei, oder gar die einzig wahre himmlische Musik. Erst am Jüngsten Tag wird Gott während der Apokalypse die Noten wieder einsammeln lassen, die Engel werden die Fetzen wieder zusammensetzen und erneut die himmlische Musik spielen. Die lauschenden Menschen werden dann beschämt einander vergeben müssen, da nur die vollständige Komposition am schönsten ist.

### Der kleine Mohr und die Goldprinzessin
Ein extrem schwarzer Mohr wird von jedermann verachtet, eingeschlossen der eigenen Mutter, weil er leider abfärbt und somit überall schwarze Spuren hinterlässt. Im Alter von 14 Jahren wird er von der Familie verstoßen, darf aber nach Ansicht des Vaters nicht Musiker werden, da dies brotlose Kunst sei. Er soll etwas Schwarzes werden und wird darum zu einem Schornsteinfeger in die Lehre gegeben. Erst zum Abschluss der langen Lehrzeit, als der Meister ihn freisprechen will und er sich in Sonntagsstaat präsentieren muss, bemerkt jedermann den entsetzlichen Irrtum: Der Mohr kann kein Geselle werden, ist er doch nicht einmal ein Christenmensch. In Schimpf und Schande wird er erneut verstoßen, nachdem festgestellt wird, dass er bei gründlicher Reinigung zwar abfärbt, aber die Schwärze seiner Hautfarbe sich nur wenig verändert.
Zufällig kommt ein vornehmer Herr vorbei, der den nackten Mohren als günstigen Lakaien einstellt. Aufgabe des Mohrs ist es, in Livree auf der Kutsche mitzufahren, um so den Status seines Herren zu mehren. Die Frau des vornehmen Herren behandelt den Mohr gut und streichelt ihm auch häufig den Kopf. Doch eines Tages entdeckt der Herr nach einem Unwetter, dass sein Mohrendiener gar nicht farbecht ist, und er wird erneut verstoßen. Lediglich die Frau Gemahlin hat Mitleid mit dem armen Mann und gibt ihm eine Geige und einen Spiegel mit: in letzterem solle er sich jede Woche einmal besehen, denn durch sein braves, gutes Verhalten werde der abfärbende Mohr eines Tages weiß sein.
Nun endlich erfüllt sich der Mohr seinen Traum vom Dasein als wandernder Musikant, auch wenn er weiterhin fast überall Diskriminierung ausgesetzt ist. Er bringt sich das Musizieren selbst bei und lauscht dabei auf die Stimmen der Natur: Vögel und Wind, später aber auch Pflanzen, Blumen und Sterne in der Nacht, mit deren zarten Stimmen er seine Musik bereichert und dadurch eine echte Attraktion wird, wo immer er auftritt. Er wäscht sich häufig, und nach fünf Jahren ist bereits etwas menschliche Grundfarbe bei ihm zu erkennen.
Eines Tages gelangt der Mohr in die Stadt der stolzen und hochmütigen Goldprinzessin, die keinen Prinzen findet, der ihren Ansprüchen an Schönheit genügt, auch wenn ihre Untertanen über die weibliche Regierung sehr unzufrieden sind. Täglich verjagen ihre riesigen Heiducken um die sechs prinzliche Freier, die ihr zu hässlich sind. Sie vernimmt die wunderschöne Musik des Mohren und lässt ihn vor sich bringen. Geblendet von ihrer goldenen Schönheit wirbt der tollkühne Mohr um ihre Hand, und die Prinzessin wie der gesamte Hofstaat lachen ihn schallend aus, sodass er das Weite suchen muss. Dort kommt er wieder zu Sinnen, setzt seine Reisen fort, und im Laufe der Jahre werden seine Lieder noch schöner, und auch seine Haut wird endlich ganz weiß, sodass niemand geglaubt hätte, er sei einmal ein Schwarzer gewesen. Eines Tages gelangt er auf einem Jahrmarkt an einen Budenbesitzer, der unter anderem die einstige Goldprinzessin ausstellt: Sie war bloß vergoldet gewesen und war darunter doch bloß aus Blech. Sie klagt dem einstigen Mohren ihr Leid, als er sich ihr offenbart, doch dieser ist nicht länger gewillt, eine mittellose Blechprinzessin zu heiraten. Sie versucht ihn mit Schimpf und Schande davonzujagen, doch niemand schenkt ihr Glauben, während der Musikant ungehindert seiner Wege zieht. Die wütende Blechprinzessin sinkt weiter herab, wird zerbeult an einen Trödler verkauft und landet schließlich in einer Ecke mit anderem Kram. Der nunmehr hochberühmte blütenweiße Geiger verdient sich mit seiner Musik schlussendlich die Freundschaft eines Königs, ein Vermögen, ein Haus und eine Frau die statt vergoldeter Haut ein goldenes Herz hat, womit die Geschichte ihr gutes Ende findet.

### Von Himmel und Hölle
Ein armer und ein reicher Mann, die auf Erden in derselben Straße gewohnt hatten und zur etwa gleichen Zeit gestorben waren, erreichen die Himmelspforte. Der Arme erreicht die Tür zuerst, wartet aber bescheiden ab, bis der Reiche ihn kurzatmig eingeholt hat und ungeduldig an die Pforte hämmert. Petrus lässt beide herein und gibt ihnen Bedenkzeit: Er wird ihnen alle Wünsche erfüllen, wie sie die Ewigkeit verbringen wollen.
Der Reiche wünscht sich nach Ablauf der Frist ein Schloss mit Kellern voll Geld und einem komfortablen, luxuriösen Dasein. Petrus gewährt ihm den Wunsch und sperrt den Reichen in seinem goldenes Schloss ein, wo er nichts tun kann außer ruhen, sein Leibgericht essen, seinen Reichtum betrachten und das Tageblatt lesen. Draußen vor dem Schloss währt völlige Dunkelheit, und bereits nach wenigen Jahrzehnten ist dem Reichen furchtbar langweilig dabei, nicht einmal die irdischen Nachrichten verschaffen ihm Abwechslung. Erst nach 1000 Jahren kommt einmal Petrus vorbei und fragt nach seinem Befinden. Der Reiche beklagt sich sehr über den Service im Himmel, doch Petrus informiert ihn kurzangebunden, er sei doch in der Hölle – seiner persönlichen Hölle. So lässt er den plötzlich verzweifelten Reichen zurück und lässt ihn abermals 1000 Jahre in Selbstmitleid schmoren. Erst bei seiner zweiten Rückkehr zeigt er dem Reichen ein winziges Guckloch hoch oben auf dem Speicher, durch welches man in den Himmel sehen kann.
Zum ersten Mal sieht der Reiche die Herrlichkeit Gottes, und auch einen Mann zu dessen Füßen, den Petrus als seinen armen Nachbarn identifiziert: Dieser habe sich bloß einen Fußschemel gewünscht, auf dem er zu Gottes Füßen sitzen könne. So verlässt Petrus den Reichen, und als er nach 1000 Jahren ein drittes Mal wiederkehrt, steht der Reiche immer noch auf Zehenspitzen und schaut durch das Loch. Petrus verkündigt dem Reichen, dass er nun endlich in den Himmel aufsteigen dürfe, doch dass die Schuld an seiner lang dauernden Misere allein seinem eigenen Wunsch zuzuschreiben seien.

### Der alte Koffer
Ein alter, alleinstehender Herr besitzt einen schäbigen, hässlichen alten Koffer, der aber auf einem Ehrenplatz in seinem Zimmer steht. Geht der sonderliche Herr auf Reisen, dann schreckt der Koffer alle seine Mitkoffer im Gepäckabteil von sich weg, und abends hat der Koffer am Bett des alten Herrn zu stehen. Da niemand weiß, was sich wohl im Koffer verbirgt, werden abenteuerliche Spekulationen laut, etwa dass der Koffer voll Geld sei. Nur einmal gelingt es dem besonders schlauen Dienstmädchen des Herrn, einen kurzen Blick in das Innere des Koffers zu werfen, und sieht ein mit rotem Samt beschlagenes inneres Kästchen. Entzückt schreit sie auf, wodurch der Koffer ihre unberechtigte Anwesenheit bemerkt und ihr beinahe die Finger abklemmt. Fortan meidet sie den Koffer und verbreitet weitere Gerüchte: Der alte Sonderling sei einfach sehr verschroben; und eigentlich sei gar nichts Besonderes an dem garstigen Koffer.
Nur, wenn der alte Mann sich hinter verschlossenen Türen weiß, öffnet er tatsächlich heimlich den Koffer und auch den geheimen Samtkasten darin. Und darin befindet sich eine reizende kleine Prinzessin mit langen Zöpfen, die dem Mann die schönsten Märchen erzählt. Eines Tages bittet sie ihn, eine Auswahl der Märchen doch bitte einmal niederzuschreiben. Der alte Mann erfüllt ihr den Wunsch, doch er warnt seine Prinzessin, dass die Öffentlichkeit niemals von ihrer Existenz erfahren dürfe, und die Prinzessin stimmt lachend zu. Just in dem Moment klopft das Dienstmädchen an, und als sie hineingelassen wird, steht der Koffer geschlossen auf seinem Ehrenplatz. Sie serviert ihrem Herrn einen Tee und gibt dem garstigen Koffer noch einen heimlichen Fußtritt beim Verlassen des Raumes.

## Buchausgaben
- Richard von Volkmann-Leander: Träumereien an französischen Kaminen. Märchen. Mit Bildern von Olga von Fialka. Breitkopf & Härtel, Leipzig 1871. (40. Auflage 1910)
- Richard von Volkmann-Leander: Träumereien an französischen Kaminen. Märchen. Mit Illustrationen u. Buchschmuck v. Hans Richard v. Volkmann. 62. Auflage. Breitkopf u. Härtel, Leipzig 1915.
- Richard von Volkmann-Leander: Träumereien an französischen Kaminen. Märchen. Mit bunten Bildern von Hans Bombach. Ausgewählt und eingeleitet von Wilhelm Müller-Rüdersdorf. Axia-Verlag, Berlin 1931.
- Richard von Volkmann-Leander: Träumereien an französischen Kaminen. Ausgewählte Märchen. Illustrationen Lizzie Hosaeus. Berlin, Paul H. Ohlert, 1947.
- Richard von Volkmann-Leander: Vom unsichtbaren Königreich. Märchen. Mit Zeichnungen von Ernst Cincera. Stocker-Schmid. Dietikon/ Zürich 1958.
- Richard von Volkmann-Leander: Träumereien an französischen Kaminen. Märchen (= Hamburger Lesehefte. Band 16). Hamburger Lesehefte Verlag, Hamburg um 1955, DNB 1024094537.
- Richard Volkmann-Leander: Träumereien an französischen Kaminen. Albert Langen und Georg Müller – Verlag, München u. a. 1973, ISBN 3-7844-1530-X.
- Richard Volkmann-Leander: Träumereien an französischen Kaminen. (= Reclams Universal-Bibliothek). Philipp Reclam jun. Verlag, 1986, ISBN 3-15-006091-5.
- Richard Volkmann-Leander: Träumereien an französischen Kaminen. Märchensammlung. Artemis & Winkler, 2003, ISBN 3-538-06860-7.
- Richard von Volkmann-Leander: Träumereien an französischen Kaminen. Märchen. (= Literarische Tradition in der WFB-Verlags-Gruppe). Bad Schwartau 2006, ISBN 3-86672-055-6.
- Richard von Volkmann-Leander: Träumereien an französischen Kaminen. Märchensammlung. Albatros-Verlag Patmos, Düsseldorf 2009, ISBN 978-3-491-96242-2.

## Hörbuchausgaben
- Träumereien an französischen Kaminen. Märchen von Richard von Volkmann-Leander. Titania Medien, Leverkusen 2008.[4]